# Horisme guadata
Horisme guadata är en fjärilsart som beskrevs av Fletcher 1956. Horisme guadata ingår i släktet Horisme och familjen mätare. Inga underarter finns listade i Catalogue of Life.